# Cemitério da Cruz Milagrosa (Rio Branco)
O Cemitério Cruz Milagrosa, localizado na Estrada da Transacreana, Km 5 – Ramal Cruz Milagrosa, é o mais antigo de Rio Branco, fundado durante a década de 1940 e guarda inúmeras histórias relacionadas à crença popular e a fé dos moradores.

## História
Segundo os moradores do local a morte de um seringueiro conhecido apenas como 'Artur' embaixo de uma cajazeira deu origem ao cemitério. O Cemitério da Cruz Milagrosa, batizado assim por causa da cruz que há no local e por sua famosa capacidade de realizar milagres.